# シャドウハーツ・フロム・ザ・ニューワールド
『シャドウハーツ・フロム・ザ・ニューワールド』（SHADOW HEARTS FROM THE NEW WORLD）は、2005年7月28日にアルゼから発売されたPlayStation 2用ゲームソフト。シャドウハーツシリーズの3作目である。

## 概要
ヨーロッパやアジアを中心に冒険した前作までに対し、今作は「ニューワールド」のタイトル通り舞台をアメリカ大陸に移している。時代は前作から14年後の1929年。禁酒法時代にして、世界恐慌が始まる頃のアメリカ合衆国および中南米が舞台。前作『シャドウハーツII』からは主人公を含めてメインキャラクターも一新されており、直接的な繋がりは薄いが、一部のサブキャラクターの続投や前作の中盤にて世界各地に解放されてしまったマリスの力による事件が本作で起きているという背景など、世界設定は引き継がれている。前作までのような壮大な物語を描くのではなく、シリーズで生じた葛藤の中で生きる個人に焦点を当てた物語となっている。
キャラクターデザインの加藤美也子、音楽の弘田佳孝は続投しているが、監督は前作の美術監督だった大澤隆将に、脚本は前作のイベントデザインを担当した鈴木俊之に交代している。『クーデルカ』から携わり、前二作で監督・脚本を務めた町田松三は今作もシナリオを執筆するはずだったが体調不良により、ストーリーコンセプト提供に留まっている。音楽はメインの弘田に加えて井元ともこ、井元啓富との共作で「乾き」をテーマとしている。
これまでシリーズでほとんど触れられなかったアメリカだが、開発陣は以前より舞台として導入したいと考えており、設定が一新される本作を最適なタイミングと考えて取り入れた。一方、現実的になり過ぎないように敢えて禁酒法・大恐慌時代にそぐわない時代錯誤な要素も盛り込んでいる。
ダークで大人向けの雰囲気だった前二作に比べ、全体的に明るい作風となっているが、これに関して弘田は開発環境の大きな変化を語っており、『I』の頃はまるで友達が集まってふざけ合いながらも必死に作るような昔ながらの開発様式だったが、『II』で会社の体制や管理がしっかりとし、本作ではより管理する体制が確立されたという。これらに伴って監督も途中で交代している。
短期間のタイトなスケジュールで開発されており、基本的なシステムは前作と共通しているが「ストックゲージ」などの新しい戦闘システムも導入されている。
エンディングテーマ「SPREAD MY WINGS」はインディーファンクバンド「Taste of Chocolate」のメインボーカルである竹原智明が歌唱している。
通常版と同日に、本作のPV・CM集・出演者インタビューなどを収録した特典DVD、および劇中未使用曲や勝利セリフ集などを収録したスペシャルサウンドCD、その他グッズを同梱した「プレミアムBOX」（初回限定版）も発売された。また、2006年1月19日には、『ドラッグオンドラグーン』シリーズでキャラクターデザインを務める藤坂公彦による描き下ろしスリーブケースに加え、本作のスペシャルガイドブックおよび『シャドウハーツII』のディレクターズカット版での追加要素に関するガイドブックを追加した「スターターPack」も発売された。
公式ホームページではWEB番組の配信（後述）やイラストコンテストなども実施された。
今作の後もシリーズの新作企画は存在したが、ノーチラスのアルゼへの吸収合併およびアルゼのゲーム事業撤退により中止となり、今作が実質的なシリーズ最終作となっている。

## ストーリー

### プロローグ
時は1929年。14年前にニコルがアポイナの塔でマリスを解放した事を遠因として、アメリカの各地で「窓」と呼ばれる怪現象が噂されていた。ガルヴォイ族の女戦士シャナイアは「窓」から出現する怪物を倒す旅をしていたが、その目的は一族を虐殺した女への復讐であった。
大企業の御曹司であったジョニーは数年前に大きな事故に巻き込まれて父と姉、そして記憶を失い、父の莫大な遺産を継ぐことを嫌がってニューヨークで何でも屋まがいの私立探偵を営んでいた。ある日、大学教授であるギルバートより「傷害事件の容疑者で、保釈中に逃亡した男を探して欲しい」という依頼を受けたジョニーは、捜索の末に目的の男・マーロウを発見する。しかしマーロウは「窓」から現れた怪物に喰われ、ジョニーも狙われる。そこに現れ、ジョニーを救ったのは美しい異形へと変身したシャナイアだった。一方、連続殺人犯のキラーが警察に追い詰められていたが謎の美女が助けられ、瀕死だったはずのキラーは彼女に力を与えられて回復する。言葉を発さない彼女をキラーは「レディ」と呼び、行動を共にするようになる。

### 北米編
探し人であったマーロウを殺された件を弁明するべく、ギルバートが教鞭を振るうアーカム大学に向かったジョニー。説明役を買ってくれたシャナイアと従者のナタンと共にギルバートを尋ねるが、研究室の地下で怪物と遭遇し、その怪物を退治しようとしていた怪しい忍者のフランクも同行することに。ギルバートは怪物を作り出す危険人物であり、自ら「窓」を開いて怪物を召喚する。その時、ジョニーの持つマリスの力が覚醒するのだった。その力の正体を知るべくギルバートを追おうとするも行方は判らず、フランクの師匠の情報網を頼ることにする。フランクの師匠である猫のマオはシカゴでマフィアのアル・カポネに食客として招かれており、一行はシカゴに向かう。マオはジョニーの力に興味を抱き、情報との交換条件としてカポネの脱獄を依頼。その夜、マリアッチのリカルドの演奏を堪能した一行は翌日、カポネを助け出すべくアルカトラズに向かうことに。その夜、リカルドの恋人でカポネの妹のエドナは、カポネと対立するマクマナスに射殺されるが、キラーと同じくレディに口付けされて蘇っていた。
ジョニー一行はカポネを救出するが、同時にエドナがアルカトラズを襲撃して姿を消す。事態が飲み込めないまま帰還するも、ひとまずマオの情報を頼ってロズウェルの研究所に向かう。そこでヘンな生き物こと大魔術師ロジャー・ベーコンと、吸血鬼のヒルダと出会う。ギルバートがチェチェン・イツァに向かったと情報を得た一行は船でカリブ海を越えようとするが海賊に捕まり、脱出するうちにカポネがラスヴェガスに向かったと知って後を追う。カポネはエドナの行方を求め、マクマナスの所有するカジノホテルに殴り込むところだった。同時にリカルドもエドナの仇討ちに来ており、それを止めるべくエドナと、彼女に同行していたキラー、レディもホテルを訪れる。リカルドと合流したジョニー一行はマクマナスの元に乗り込むが、そこにマリスの怪物と化したエドナが現れ、やむなく一行は彼女を倒す。シャナイアはビルの屋上に立つレディの姿を見逃さなかった。レディこそがシャナイアが追い求める仇であった。
一行が改めてチェチェン・イツァに向かうと、そこではギルバートと合流したレディがマリスの封印を解いていた。キラーが「窓」から召喚した怪物を倒すも、その怪物が死に際に放った光に全員がやられてしまう。意識を失う前にジョニーが見たのは、レディがシャナイアに口付けをする光景だった。

### 南米編
カポネファミリーに助けられた一行は、レディを追うべく彼女と行動を共にしているキラーを手掛かりにリオデジャネイロに向かう。レディは次はマチュピチュのマリスを解放しようとしていたが、一人先走ったシャナイアは倒れ、マリスも解放されてしまう。次の手掛かりを無くした一行は少女ロロマに呼ばれてモアナ村に向かい、長老にして占術師であるオカナガンに話を聞く。全ての遺跡からマリスが放たれればこの世と異世界を繋ぐ「門」が開き、世界は滅びるという。オカナガンは最悪の事態に備えての依頼をしようとするが、復讐を焦るシャナイアは拒否して逆に最後の遺跡の場所を聞き出す。一行は最後の遺跡・ビルカバンバに向かうも、立ちはだかったキラーとギルバートと戦ううちにマリスは解放され、とうとう「門」が開いてしまう。
オカナガンは先祖がウユニ塩湖に建てた塔に、マリスと対を成す青き光「ウィル」が封印されていると明かし、それを解き放てば「門」を封じられるという。その為に必要な指輪を二つ揃え、塔に向かった一行だったが、妨害に現れたキラーによってジョニーが刺されてしまう。その時、ジョニーはレディと同質の目覚めし者・アウェーカーとなって復活し、キラーを容易く撃退するばかりか仲間すらを蹴散らした。しかしシャナイアが辛うじてウィルを解放し、ジョニーも元に戻る。実はジョニーは姉のグレースと共に8年前に事故死しており、父グラハムは黒魔術師だったマーロウの甘言に乗り、14年前の戦い以来ロジャーが保管していたエミグレ文書を盗み出して子供らを生き返らせる儀式を行っていたのだ。そしてそれは唯一の成功例となりかけたがグレースは自身のウィルを全て弟に捧げてしまい、ジョニーは生き返ったもののグレースは純粋なマリス生命体にして、ただ「門」の向こうのマリス界を目指す存在・レディと化したのだった。そしてウィルを解放してもレディが存在する限り、「門」はいずれ開く。例え意思と記憶が無くとも姉を倒すことを躊躇い葛藤するジョニーだったが、シャナイアは自分もレディのマリスの口付けによっていつ狂うか判らない状態だと明かし、シャナイアの暴走は自分が止めるという覚悟を決めたジョニーは姉とも戦う決意を固める。
一行は「門」へと向かい、あくまでレディのために戦うキラーを倒すも、その死によってレディに初めて感情が芽生え、それに呼応して「門」が開いてしまう。一行はマリス界に乗り込み、ギルバートを倒してレディを追い詰める。レディはキラーを復活させようとするも彼は目覚めず、愛するキラーを殺した弟とその仲間に、暗黒の太陽・マリスアンブラルを召喚しては激情と共に襲い掛かる。ジョニーは姉の凶行を止めるため、シャナイアは一族の仇を討つため最後の戦いに挑む。激闘の末、とうとうレディは倒れるが、最期に目覚めたキラーと共に微笑みながら消滅していく。
「門」は封じられ、世界は救われた。仲間はそれぞれの帰る場所に帰って行き、ジョニーもニューヨークに戻って探偵稼業を再開したが、相変わらず依頼は飼い猫探しなどの小さなものだった。そしてシャナイアがどうなったかは#エンディングを参照。

## ゲームシステム
移動
移動はワールドマップ上に点在する町やダンジョンを選び、内部に入るというマップ移動形式。前作、前々作のように前後編でマップが分けられておらず、アメリカ大陸全体が一つのマップとなっている。
戦闘
戦闘は敵・味方の区別なく、個別のAGI（敏捷性）を基に行動順の回ってくるターン制・コマンド式戦闘である。バトルメンバーにはパーティーの7人中最大4人を選ぶ。前作同様、キャラクターの行動順は「ターンプライオリティ」として表示される。
属性
全ての敵・味方キャラクターと一部のサブキャラクター、および全ての攻撃手段には、地・水・火・風・光・闇・無の7つの属性が設定されている。キャラクターに設定されているものは特に「先天属性」とも呼ばれる。火と水、風と地、光と闇はそれぞれ相反し、反対属性の攻撃を受けるとより多くのダメージを受ける。但し通常攻撃は無属性であるため、反対の属性を持つ敵に通常攻撃を行っても、ダメージの値は他の属性のキャラクターが行った場合と変わらない。
SP（サニティポイント）
正気度。前作および前々作に登場したものと同様で、戦闘開始時はキャラクターごとの最大値だが、行動するたびや「耐える」防御をしている状態で攻撃を受けると減少し、0になると「暴走」し操作不可能となる。戦闘終了時に暴走状態のキャラクターは経験値を取得できない。アイテムで回復できる。一部の敵はSPの現在値を減らす「SPダウン」効果のある特技を使用するが、SPダウンを防ぐアクセサリーも存在する。
ジャッジメントリング
戦闘時のほとんどの行動の成否は“ジャッジメントリング”で判定される。「ヒットエリア」「ストライクエリア」「ステップエリア」「モジュレートエリア」に分割されたリング上をバーが時計回りに回転するので、タイミング良くエリア内で○ボタンを押すことで成功となり、エリアの外で押したり何も押さなかった場合は失敗となる。福引やショップでの値引きにも利用される。前作や前々作のように物語上のイベントでの発生はしない。
リングカスタム
戦闘時のリングを調整することができる。リングの種類を変更することによって難易度や攻撃威力の調整が出来るほか、リングアイテムを使用することで通常攻撃の回数やエリアの幅を増やしたり、追加効果を加えることが出来る。今作では、ダブル・コンボ・ダブルコンボ時のリングを全て1回のリング上で判定する「一括リング」の選択も出来るようになった。
フュージョン / 解放
シャナイア及び後半になってからのジョニーが使える能力。シャナイアのものは前作までのフュージョンと同様のものだが、魔物ではなくシャナイアが契約した精霊にフュージョンができるという設定となっており、前作のようなグレイヴヤードは存在しない。フュージョンするとシャナイアの能力がアップするほか、特殊な固有技も使えるようになる。フュージョン中は1ターンあたりのSP減少量が増える。
ジョニーの能力は「解放」で厳密にはフュージョンではないが、演出や効果はフュージョンと同様のものである。
それぞれの詳細は戦闘固有技の項目を参照。
スコア
それまでのプレイ内容、戦闘回数、気絶回数、逃走回数、ジャッジメントリングの成功率やパーフェクト（1回のリング内の全てのストライクエリアでバーを止めることが条件）率などの細かいデータが本編開始直後から累積され、各データに対する一言コメントや、それらを総合したランキング（モンスターでいうとどの程度かというもの）や周回ごとの差などが閲覧できる。
バトルボーナス
特定の条件を満たして戦闘に勝利すると、アイテム、お金等様々なボーナスが得られる。ボーナスの内容と取得の条件は、敵パーティーの構成により固定されている。
ピットファイト
アーカム大学のラヴクラフト教授より課される課題。前作同様、召喚されたモンスターと戦い、与えられた条件を満たしてクリアすると賞品が貰える。
福引
ジャッジメントリングを利用したサブイベント。世界福引協会の会員に話しかけると、アイテムの「福引券」と引き換えに挑戦できる。バーは止めない限り永遠にリング上を回転する。エリア内でバーを止めれば対応する賞品が貰えるが、失敗しても参加賞としてティッシュが貰える。
歩数計
アーカム大学の合衆国歩行愛好会・アーカム歩数計連隊から貰える「歩数計」を装備することにより、ダンジョン内での歩数がカウントされ、歩数と交換という形で景品が貰える。一定以上歩くとご褒美として歩数の消費なく景品が貰えるイベントもある。
アフィニティ
キャラクター同士の相性を表すもの。前作同様、0〜100までの数値で表示され、上昇すると戦闘時にそのキャラクター間でのコンボによるダメージが上昇する。同時に戦闘に参加し勝利することで少し上昇し、コンボを成功させてさらにコンボ系のストック行動を行うと大幅に上がる。減少することはない。初期値は0だが、ストーリー上特別な関係である一部のキャラクター間では最初から一定の数値が設定されている。
連携魔法
4人コンボ（及びダブルコンボ）が成功した最後に発動できる魔法。ただしコンボ最後のキャラクターのストックが2たまっていないと発動できない。この際に発動できる魔法はその戦闘に参加しているキャラクターの先天属性のもののみ。未使用の連携魔法は「？？？？」という表記がされているが、一度でも使った連携魔法は名前が表示される。
ストックゲージ
今作からの新要素。戦闘中に敵から攻撃を受けたり攻撃を仕掛けたりするとストックゲージが上昇していき、ゲージがMAXになるとストックが1増える。最大ストックは2。このストックを利用して「ダブル」「コンボ」「ダブルコンボ」を発動させることで戦闘を有利に展開できる。このストックゲージはSPが低くなるほど溜まりやすくなるが、SPが0になる（暴走状態になる）とストックゲージも0になる。敵の攻撃にはストックを減らすものもあるが、「耐える」防御をしていればストックを減らされない。
ダブル / コンボ / ダブルコンボ
今作からの新要素。ダブルはストックを1消費して同一キャラクターが二回連続行動を行う。ただし同じ行動は不可能。例えばハイアングルを一回目に、対空攻撃のステラマジックを二回目に指定すれば一人で連携ができる。ダブル実行の際のジャッジメントリングは一度のみだがヒットエリアが狭くなっている。
コンボは他のキャラクターとの連携攻撃を行う。初撃をするキャラクターのジャッジメントリングに成功し、かつ直後に表示される○・×・△・□のコンボリングを成功させることで次のキャラの行動選択に移る。前作のように他のキャラクターの近くへ移動して連携状態になるのではなく、ストックを消費して行うため、各キャラのストックが1以上なければコンボが成り立たない。次のキャラのストックが1より小さい場合はそのキャラでコンボは停止する。
ダブルコンボはダブルをしてさらにコンボを行う。ストックを2消費するためもっともリスクが高いが、一時的とはいえほとんど一方的に攻撃が可能となるので切り札として利用すると効果的。次のキャラのストックが1より小さい場合はコンボが停止するのはコンボと同様。ストックが2あれば再びダブルコンボを使用できる。
前作同様、コンボリング失敗やヒット条件の合わない攻撃を使用して攻撃が繋がらなかった場合には「コンボブレイク」となりそこでコンボが終了となるが、今作ではその場合もストックゲージは消費されてしまうので注意が必要。
ステラチャート
今作からの新要素。黄道十二宮を模したステラチャートというノード（穴）がいくつか空いたプレートをプレイヤーがカスタマイズしてからキャラクターに装備させることで、魔法が使用可能となる。前作の「ソロモン王の鍵」および「紋章魔法」に代わるシステムで、シャナイア以外の全キャラクターが装備・使用できる。ステラチャートのノードは攻撃・補助・回復の区分がされており、さらにノードに設定されているレベル以上のステラははめ込むことはできない。改造することでMP（魔力）消費を抑えたり効果量をアップさせたり、各種区分の変更やノードのレベルアップをすることが可能。
ステラマジック
今作からの新要素。ステラチャートに設定した魔法の総称。攻撃のステラマジックは対地・中域・対空のHIT位置が決められており、この位置にいない相手には当たらない（当たらない場合は敵の名前背景が赤くなる）。また効果範囲も円形・直線・直進爆発・全体の四種類があり、円形・直線・直進爆発には、さらに大・中・小の大きさもある。

## 戦闘固有技
ハンディツール
ジョニーの特殊能力。秘密道具を用いて特殊な攻撃や補助を行う。前作『シャドウハーツII』でアナスタシアが使用していた「スナップ」も含まれ、本作にはこのスナップで入手できるカードを収集するサブイベントも存在する。特殊能力はジョニーの探偵事務所に舞い込む依頼をクリアすることで新しい道具を手に入れるという形で増える。
フュージョン
シャナイアが精霊と契約していくことで増えていくフュージョン能力。各精霊にフュージョンするとシャナイアの能力が大幅にアップし、ステラマジックと同等の固有技も使うことができるようになる。前作との大きな違いはフュージョンできる精霊一体につき二つの属性を併せ持っていることで、固有技も一体につき二つの属性のものが利用できる。フュージョン可能な精霊は最後の一つを除いてストーリー中に必ず契約する為、前作までのように自発的に増やす事は出来ない。
シャナイアのフュージョンできる精霊は「フェティッシュ」と呼ばれる彫像に「ソウルチャージ」することでパワーアップし、能力がアップしたり、新しい固有技が使えるようになる。フェティッシュはストーリー上で入手していく事になり、これらはエンディングの分岐にも関わる。
銃風（ガンフー）
ナタンの体術。銃と格闘術を融合させたナタン独自の体術。サブイベントのUMA狩りをクリアしていくことでパワーアップする。UMAは情報を得た後、適切な場所に適切な餌を配置する事で戦闘に入る事が出来る。倒せば捕獲となる。
忍術
フランクの特殊能力。撫裸汁（ブラジル）流忍術と呼ばれる不可解な忍術。各地で発生するサブイベントであるフランクへのミッションをクリアしていくことで新しい忍術を会得する。
猫酔拳奥義
マオの特殊能力。伝説の拳法の中でも猫だけが使えるといわれる奥義。ニャラマウント撮影所での撮影を成功させることでパワーアップする。撮影には猫用通貨である「にゃんコイン」が必要であり、マオの奥義「ネコタッチ」で敵にトドメを刺すと入手する事が出来る。規定数以上のにゃんコインを集め、かつストーリーがある程度進行していれば撮影に入る事が出来る。撮影では相手の俳優との一対一での戦闘が行われ、勝てば成功だが負ければ失敗となってにゃんコインを集めなおさなければならない。なお、登場する俳優やスタッフは全て映画やドラマなどのパロディである。
マジカルアーツ
ヒルダの特殊能力。現在のカロリーメータによるヒルダの体型に合わせた技を使う事ができる。「週刊アーツ」という本を収集することで新しい技を覚える。
セレナータ
リカルドの固有技。ギターの調べで様々な効果を一定ターンの間展開する。「ルーツアイテム」と呼ばれる特別なアイテムで曲目が増える。
解放 / 異能
後半から使用できるようになるジョニーの特殊能力。「解放」の仕様はフュージョンと同様のもので、ジョニーの内に眠っているマリスが解放された姿「アウェーカー」に変身する事ができ、戦闘能力が上昇する。「異能」はアウェーカーの固有技となっており、最初は「デュアルリアクト」のみだが、隠しダンジョン「煉獄」をクリアすることによって最強技「イーサーパージ」を習得する事が出来る。
アウェーカーになっている間はジョニーの固有技であるハンディツールを使用する事はできない。

## 登場キャラクター

### パーティメンバー
ジョニー・ガーランド（Johnny Garland）
声 - 河本邦弘
本作の主人公。ニューヨークで私立探偵を営む少年。金髪で、頭頂のアホ毛と背部に自由の女神の帽子を被った青いお化けのロゴマークがあるスタジアムジャンパーが特徴。年齢（外見年齢）は16歳。属性は「無」。
3年前に事故で父親と姉を亡くし、彼自身も記憶の一部を失っている。父親のグラハム・ガーランドは会社の社長であったが、父の遺したものをただ貰うのはカッコ悪いと思い、自身の失った記憶を探したいという目的もあり、会社を継がずに1年前に家を飛び出し探偵事務所を開いた。しかし、たまに来る依頼のほとんどはくだらないものばかりで、「探偵」ではなく「何でも屋」と化している。
とある男の捜索依頼を受けたことがきっかけで、自身に眠る謎の力「マリス」が覚醒。その後も様々な事件に巻き込まれ、自身の記憶と対峙していく。勝気で思春期らしい無鉄砲さで執事のレニを心配させることもしばしば。ニューヨーカーを自称しているが、フランクなどの忍者らしからぬ忍者にツッコミを入れたり、漢字が読めたり、寿司屋では玉子に醤油を掛けようとしたりと、日本文化に通じている一面もある。常識人的な一面もあり、パーティーのツッコミ役となることも多い。
武器はナイフを媒介に作り出す「マリスブレード」で、様々な秘密道具「ハンディツール」も使用する。そのうちのカメラは前作に登場したロシアの時計職人エドガーの手によるもので、残りはガーランド財閥の技術班にレニが開発させたもの。前作までの主人公のウルのようなフュージョンはできないが、物語終盤に自身の力を「解放」した「アウェーカー」に変身する能力を得る。
実は姉のグレースと共に事故で8年前に死亡しており、父グラハムとマーロウにより「エミグレの秘術」で復活させられた存在。黒魔術師としての功名を欲したマーロウが、子供たちを失って悲嘆に暮れていたグラハムを唆し、5年をかけて研究・実験しロジャーが封印していた「エミグレ文書」を盗み出して3年前に秘術を実行した。そのため、本来ならば1908年生まれの21歳であるが、本人の認識と肉体は16歳のままとなっている。
『シャドウハーツ フロム・ザ・ニュー・ワールド設定資料集』によると、頼れる主人公として活躍するようなシーンは極力無くし、バトルでも使える存在にはしなかったが、ヒーローらしい一面や成長の証だと言えるような場面も欲しかったので、演出やシナリオは初期設定から一部加筆修正しているとのこと。また、初期設定には「女の子のような顔をした美形の少年」とも書かれている。
アウェーカー
ジョニーが自身に眠るマリスを解放した状態であり、マリス生命体としての本来の姿。変身すると肉体も実年齢相応に成長し、マリスブレードは両刃となり、「ハンディツール」は使えなくなるものの高い戦闘能力を得る。しかしフュージョン同様にSP減少が早くなり、ジョニー自体が元々SPが少ないキャラクターのため、装備品やアイテムで補う必要がある。変身中はレディ同様に無感情で声も発さず、当初は仲間にも襲い掛かっていたが、ジョニーが決意を固めた後は自分の意思で変身・制御が可能になった。
シャナイア（Shania）
声 - 永田亮子
大陸各地に出没する怪物を退治する賞金稼ぎを生業とするネイティブ・アメリカン、ガルヴォイ族の女戦士。今作の「フュージョン」の力の持ち主。年齢は21歳。属性は「闇」。
10年前にマリスの封印が解き放たれたことにより、生じた「窓」と呼ばれる空間の歪みから現れる怪物を退治しながら旅をしている。人当たりの良い性格だが、その瞳の奥には強い意志を持つ。武器はトマホークと呼ばれる2つの斧。シャナイアのフュージョンは前作・前々作のウルとは異なり、各地の精霊と契約を交わすことで、その力を借りるというものとなっている。前作まではフュージョンの際は服ごと変身していたが、今作では精霊との契約時のイベントでのフュージョンの際には服を脱いで変身している。
3年前のある日、突然現れたレディに村を壊滅させられ、以来ずっと復讐のため彼女を追い続けている。物語後半ではレディに「マリスの口付け」を交わされてしまい、いつ怪物に変異するかも判らない焦りから、終盤まで余裕の無い態度や行動が目立つようになる。終盤ではガルヴォイ族の族長であった彼女の父・ウロギラの魂に太陽の精霊との契約の試練を与えられるイベントがあり、彼女に関する特定の条件を満たしたか否かによってエンディングが変化する。
ナタン（Natan）
声 - 金光宣明
シャナイアを「姫さま」と呼び、常に付き従うガルヴォイ族の戦士。年齢は35歳。属性は「風」。
二丁の拳銃に格闘の要素を取り入れた、「銃風（ガンフー）」という独特の体術を使う。寡黙だが実直かつ温和な性格で、無益な争いを望まない一面もある。戦士の経験と豊富な知識を生かし、仲間の行く先を示す指針となることも多い。その一方、ギャグシーンにも大真面目に反応してツッコまれるなど、天然じみた様子も度々見せる。ジョニーの最強武器の名称（チェリーボウイ）はナタンの発言により決まる。戦いの後は「自分の役目は終わった」と言い残し、同胞を守って生きていくべくグランドキャニオンに帰る。
フランク・ゴールドフィンガー（Flank Goldfinger）
声 - 銀河万丈
カタコトの言葉を話す、常にハイテンションな中年男性。年齢は46歳。属性は「光」。
怪しげな忍法を操り、忍者衣装には腹部に鉄製の巨大な般若の面が付いており、頭にはチョウチンアンコウのようなライトをぶら下げている。彼の忍者の格好や言動はまさに「外国人の抱く間違った忍者像」そのものであるが、ニューヨーカーを自称するジョニーからは度々ツッコまれている。正義感が強く頭の回転も早いはずなのだが、その奇抜な様相や何でもバカ正直に信じすぎる性格の所為で終始コメディリリーフ的立場となる。
20年前、父親に買ってもらった小型飛行機の初フライト中、事故でブラジルのジャングルに墜落する。その時、偶然にも「撫裸汁（ぶらじる）忍者の里」（フランクによれば、300年前に日本からやってきた忍者の末裔が開いた由緒正しき忍者村）を見つけ、そこで「撫裸汁流忍術」を身に付けた。前作のヨアヒムと同じく、その辺で手頃な物を見つけては柄を付けて忍者刀を自作している。大体が、棒状のものをそのまま振り回しているだけで、台座に刺さった剣も台座ごと持って行くなど、もはや「刀」ではなくなっていることが多い。
冒険の後も仲間の忍者と共に正義と平和のために戦い続けているが、忍者でありながらテレビに取り上げられてちょっとした有名人になってしまったらしい。
マオ（Mao）
声 - くじら
人間の言葉を喋る巨大な猫。年齢は不詳だが、100年以上生きているらしい。属性は「水」。
アジアからはるばるアメリカに渡ってきたあと、今はシカゴの街にマフィアの食客として招かれている。悪人寄りながら姉御肌で豪快な性格をしており、アル・カポネらマフィアですらも頭が上がらない存在。大の酒好きで、当時は禁酒法の時代であるが、自身が猫であることを理由に無視しており、華麗な「猫酔拳奥義」で猫離れした活躍を見せる。ジョニー一行が彼女と初めて対面した時、ジョニーはかなり驚いていたが、シャナイアとナタンは平然としていた。ナタン曰く「我々の部族では猫は特に頭のいい動物とされている」。フランクには「師匠」と呼ばれ尊敬されているが、マオはそれを迷惑がっており、フランクに大して厳しい態度をとることが多い。ジョニーからは「ニャンコ先生」と呼ばれ親しまれている。
当面の夢は映画スターであり、「ニャラマウント撮影所」にてすでに自身がスポンサー兼主演女優の映画の撮影が始まっている。本当は着ぐるみではないかとたびたび突っ込まれているが、本人は否定している。戦いが終わった後は着ぐるみ俳優と偽ってハリウッドデビューし、人気スターになったという。
ヒルデガルド・ヴァレンティーナ（Hildegard Valentine）
声 - 神田理江
通称「ヒルダ」。前作に登場したヨアヒムと前々作に登場したキースの妹であるヴァレンティーナ家の吸血鬼。年齢は400歳前後。属性は「地」。自称「今作の真のヒロイン」。
アメリカをロジャーの飛行船で観光していたが事故で墜落した後にロズウェルの宇宙人研究施設に捕まっていた。成り行きでジョニー一行に助けられた後はアメリカ観光がてら旅に同行する。兄二人と同じく変身能力があり、敵からカロリーを摂取することで「カロリーメータ」が変動し、「スリム体型」や「グラマー体型」になったり、「桃色コウモリ」の姿や、それぞれの体型で「マスク」を付けた姿にもなる。体型により性格も変化し、スリム形態の場合は高飛車で攻撃的な性格に、桃色コウモリの時はスリム以上にサディスティックな言動が現れるが、グラマー形態の場合は打って変わって気弱で慈愛に満ちた性格になる。グラマー以外の時の口癖は「〜ニャ」。体型によって技が異なる「マジカルアーツ」という特技も使用できる。
前作『シャドウハーツII』では「桃色コウモリ」として登場しており、ライブラリにおいて次回作に登場する旨が匂わされていた。戦いの後は大量のアメリカ土産を手に故郷のルーマニアへと帰るが、何故か土産の中に「亜米利加」と書かれた提灯がある。
リカルド・ゴメス（Ricardo Gomes）
声 - 江原正士
ギターと体ひとつで気ままな日々を過ごすキザなマリアッチ。年齢は27歳。属性は「火」。持っているギターには、ショットガンや火炎放射、ミサイルなどのさまざまな銃器が仕込まれており、戦闘中はギターの曲と共にその威力を発揮させる。様々な戦闘補助効果のある「セレナータ」を奏でることもできる。
本来は流れ者であったが、最近はシカゴを牛耳るマフィアの妹、エドナ・カポネと恋人関係になってからはシカゴの街に滞在し、バーでのギターの演奏をしている。クールな性格で情と女に弱いところはあるが、引くべき一線は踏み越えたりはしないしっかりとした大人。ジョニーからは「兄（あん）ちゃん」と呼ばれている。寿司よりおにぎり派。
恋人であるエドナがギャング抗争に巻き込まれた挙句レディの「マリスの口付け」によって豹変してしまい、自分で手にかけることとなってしまう。それ以来、エドナの敵討ちのためレディを追いけるようになり、ジョニー一行に同行する。戦いの後はエドナの墓前に花を供えた後、何も言わずにどこかへ去った。

### マリスに魅入られし者
レディ / グレース・ガーランド
声 - 園崎未恵
本作のラストボス。素性もその目的も不明な謎の美女。「レディ」とはキラーによって付けられた呼び名。感情を持っておらず、終始無表情かつ無言である。ブルックリンでキラーを追い詰めていた警官をことごとく殺害し、「マリスの口付け」によってキラーの傷を一瞬にして癒した。何かを捜し求めるかのように各地を放浪している。ジョニーと同様に「マリス」を操ることができるが、その力はジョニーよりも強大である。
その正体は、ジョニーの実姉であるグレース・ガーランド。ジョニーと共に飛行機の墜落事故で死亡してしまうが、父親によって「エミグレの秘術」で復活させられる。これまで誰もが失敗してきた儀式は初めての成功を収めかけたものの、グレースの蘇生に感激した父グラハムが詠唱をやめたことで結局失敗してしまい、ジョニーが怪物として蘇りそうになっていた所へ一足早く自我を取り戻していたグレースが自分の持つ「ウィル」を弟に渡す。その結果、ジョニーは復活を果たすこととなるが、その代償によりグレースは意思と記憶を失いマリスの生命体として、見かけは人間そのものであるが、記憶も意思も持たない怪物となって蘇ることとなる。生き返った後はグレースの復活に駆け寄った父親を迷うことなく殺害し、強大なマリスを求めて世界中を彷徨っている。その理由としてギルバートは、マリス生命体としてただマリス界に帰りたいだけではないかと推測している。その過程でシャナイアの故郷に通り掛かり、ただ通り道にあったという理由で彼女の父親と同胞を虐殺した。この件からシャナイアに追われる身となった。
本来のグレースは心優しい性格でジョニーにとっても良き姉であり、自分のおやつをジョニーに分けたり、彼の代わりにいじめっ子と喧嘩したり、二人でいたずらをした際には一人だけ叱られたりなど、いつもジョニーを守っていたという。自身を犠牲にしてまでジョニーにウィルを捧げたのもその性格故であった。
ギルバートとキラーの助力もあり、世界の三ヶ所にある遺跡のマリスの封印を解き、マリス界へ通じる「門」を出現させることに成功する。この「門」が開いている限り大量のマリスと怪物が地上に流出し続け、世界は秩序を失った混沌の世となる。ジョニー一行は、マリスに対抗する青の輝き「ウィル」の封印を解放することで「門」を封じようとするも、レディというマリスの生命体の存在により「門」は消滅せず、結果ジョニーは実の姉と戦うこととなる。
キラーが死んだ後、自我を持たなかったレディに感情が宿り、その変化によって「門」が完全に解放される。その後はキラーの遺体を抱いて「門」内部へ侵入し、何度もマリスの口付けを施すが彼が生き返ることはなかった。涙を流し、悲鳴にも似た悲痛な絶叫を上げながらマリスアンブラルを召喚し、襲い掛かる。最終戦ではマリスアンブラルとレディの2体を相手に戦うが、レディ自身はマリスアンブラルの結果に守られており、直接攻撃は当てられない（スイトールでストックゲージを吸い取るなどは可能）。マリスアンブラルを倒せばレディを守る結界が消滅し、一撃を加えれば戦闘は終了する。ジョニーがパーティにいる場合、最後の一撃は必ずジョニーが決めることになる。
ロジャーやギルバートには実質的に肉体が同じだけでグレースとは別人であると語られ、自我が宿った後もそれはあくまでレディのものであってグレースとしての記憶や意識が戻ることはなかった。しかしそれでもジョニーにとっては「自分の所為で豹変してしまった姉」に変わりなく、最後まで「姉を止める」という意志で戦っており、レディが消滅する際にも「じゃあね…姉さん」と呟いていた。
『シャドウハーツ フロム・ザ・ニュー・ワールド設定資料集』によると、キラーにマリスの口付けをしたのは彼の心に宿る負の力に共鳴しただけで、感情的な行為ではないと書かれている。
マリスアンブラル
最終決戦にてレディが召喚した「暗黒の太陽」。本作のもう1体のラストボスだが自身は何もせず、マリスアンブラルの行動ターンになるとレディがマリスアンブラルから力を引き出して攻撃してくる（レディ自身の行動ターンは別に存在する）。HPが尽きると強力な全体攻撃を放って消滅し、レディを守る結界も無くなる。
キラー
声 - 石井康嗣
アメリカ全土で指名手配を受ける連続殺人犯の男。年齢は24歳。ありとあらゆる犯罪に手を染めた極悪人。血のような赤色の髪。ブルックリンで警察に包囲され傷を負うが、突如現れた謎の美女に救われる。その後は、彼女を「レディ」と呼んで共に行動するようになる。そのうちに彼女の願いを叶えてやりたいと望むようになる。
当初は行く宛てもないということで、レディに付き従って各地を放浪していたが、やがてレディの目的を阻むジョニー一行と敵対する。また、「門を開けばレディは人間に戻れる」というギルバートの嘘を信じて行動していたが、最終的にそれが嘘だと明かされた後も自分が生きている限り彼女を守ると決意し、「こんなくだらない世界が滅びようがレディと二人でいられればそれでいい」とまで言い放っている。ウユニ塩湖の塔にてジョニーの隙を突いて一度は彼を刺殺するが、それがジョニーの「解放」を促してしまい、アウェーカーに変身したジョニーに負傷させられるも、レディに連れ戻され再びマリスの力を与えられて回復する。そして「門」の前にて再び立ちはだかり、レディを守るためにジョニー一行と戦うも敗北し、レディの名を呼びながら死亡した。それ以降はレディが何度マリスの口付けを交わしても生き返ることはなかったが、レディが敗北すると意識を取り戻し、最後は彼女とともに光となり消滅した。
『シャドウハーツ フロム・ザ・ニュー・ワールド設定資料集』によると、数え切れないほどの殺人を犯した指名手配犯で、社会的倫理観が完全に欠落しており、関わりを持った相手はほとんど殺してきたという設定だが、悪役だけに終わらせないという理由から本編での凶悪犯的な表現や行動は意図的に抑えているとのこと。
マリスキラー
レディを守るという決意の元、「門」のマリスの力によって異形へと変身したキラー。真紅に染まった巨大な昆虫状の怪物であり、右腕は剣と化している。ラストダンジョンの一番手。
ギルバート
声 - 仁古泰
本作における黒幕的存在。怪しげな微笑みを浮かべる小男。年齢不詳（外見は40代前半）。自分が身元引受人となっているという体でマーロウの捜索をジョニーに依頼するが、実はそれは意図的にジョニーを事件に関わらせるのが目的であったことを明かす。
ボストンのアーカム大学で教鞭を取る大学教授でもあるが、各地で怪しげな研究をしており、裏社会では「プロフェッサー・ギル」と呼ばれているマッドサイエンティスト。ギルバートという名前も偽名であり、本名は不明。
自らの知的欲望を満たすためにレディとキラーと行動をともにする。最初はキラーに殺されそうになるが、「レディを人間に戻す方法を知っている」とウソを吐き協力者としての立場を得た。真の目的はマリス界の「門」を開き、マリスの力に溢れる世界を手に入れることであった。ラストダンジョンの中盤で立ち塞がるも敗北を喫する。
マリスギルバート
自ら望む者、あるいは意志の弱い者が怪物と化すマリス界にて、ギルバートが自ら望んで変異した姿。歪に変形した腕のような形で、掌に顔が付いた醜悪な怪物だが、自身は「美しい」と宣っている。ラストダンジョンの二番手。

### 重要人物
ロジャー・ベーコン
声 - 我修院達也
前々作・前作から登場している「変な生き物」。700年もの時を生きる偉大な魔術師にして科学者。自称「愛と平和に生きる、永遠のスターチルドレン」。本当ならば尊敬されるべき経歴を持つ人物なのだが、毎回散々な目に遭わされている。ヒルダにせがまれて試運転中の飛行船をアメリカまで飛ばしたがロズウェルにて墜落し（ロズウェル事件）、宇宙人と勘違いされ、ヒルダとともにロズウェルの宇宙人研究施設に捕まっていた。ジョニー一行に結果的に助けられて以降は、ヒルダを彼らに同行させて自身は飛行船の修理に取り掛かる。
実は3年前にジョニーとグレースを蘇生させるエミグレの儀式に居合わせている。盗まれたエミグレ文書を取り戻すべくガーランド邸にやってきたが、誰も成し得なかったエミグレの儀式が成功直前であったことからその瞬間を見たいという欲求を抑えられず本気で止めなかった。しかしそれが後の悲劇を招き、無理矢理にでも止めるべきだったと後悔していた。
レニ・カーティス
声 - 中村大樹
ジョニーに献身的に仕える有能な執事。前作で登場した秘密結社「サピエンテス・グラディオ」の幹部、レニ・カーティスその人。年齢は40歳。前作から根はお人よしであったが、以前のような荒っぽい言動は影を潜め、柔らかな物腰で人当たりも良くなっている。かつて砂漠で行き倒れかけていた所を、通りかかったジョニーとグレースに水を与えられ命を救ってもらって以来、生涯彼に仕えることを心に誓ったという。前作同様に暗算が得意で、事務所の経理から家事全般まで何でもこなす。その風貌からは想像できない丁寧な物腰や忠義ぶりから、密かに近所の奥様方の人気を集めている。公式サイトでは彼の日々の苦労を綴った日記が読める。
ジョニーの特技で戦闘中に呼び出すことも可能で、その際は一瞬だけ腕が前作で変身していた「ゴッドハンド」の形になって敵を攻撃するなど、実力も健在。
マーロウ・ブラウン
冒頭にてジョニーがギルバートに捜索を依頼された謎の男。ギルバートによれば、傷害・殺人未遂など少なくとも8件の事件の罪に問われている容疑者で、仮出所中に保釈金を踏み倒して失踪したという。ならず者たちの溜まり場となっていたチェルシーのエリック劇場に潜んでいたが、ジョニーと出会ったとたん錯乱状態に陥り、直後に「窓」から現れた怪物に喰われて凄惨な死を遂げる。実は彼こそがジョニーの父親に「エミグレの秘術」を持ちかけた魔術師であり、ジョニーとグレース（レディ）の復活の現場に立ち会っていた。ジョニーを見て錯乱したのは当時のことを思い出したため。目の前でジョニーの父親がレディに殺されたのを間のあたりにしてしまっていた。
エドナ・カポネ
声 - 園崎未恵
シカゴの街を牛耳るマフィア、アル・カポネの実妹。年齢は21歳。リカルドとは恋人同士で、いつも彼の演奏を聴きに行っているが、兄には秘密にしている。兄の心遣いで、裏社会とはまったく関わりのない生活をしていたが、マクマナスファミリーに誘拐されてしまう。求愛を断られて逆上したロイに撃たれ瀕死となっていた所に、偶然通りかかり、負の感情に共鳴したレディから「マリスの口付け」を受けて蘇生するが、同時にマリスと「窓」を操る怪物となってしまう。その後は兄を求めてアルカトラズを襲撃したり、ラスヴェガスを訪れたりするも、最後は自身のマリスを抑えられなくなり、「私を殺して」「怪物なんかになりたくない」とリカルドに訴えながらも異型と化し、彼らを襲う。最期はリカルドに礼を告げながら息絶えた。
終盤、隠しダンジョンにて彼女の魂と会話するイベントがあり、レディは異形の力を与えつつも命を救ってくれた恩人として、リカルドは自分の願いを叶えてくれたとして、どちらも恨んでいないと告げている。
マリスエドナ
マリスの暴走によって異形に変異したエドナ。禍々しい外殻のような衣を纏い、白くなった肌には紋様が刻まれながらも人間としての姿は保っている。

### 各地の人々
バイゲン
ステラチャートの改造を生業としている彫金師の男。年齢は38歳。ハートのバンダナに胸元の開いたバイクスーツを着用しているナイスガイ。愛用のバイクでアメリカ各地を旅しており、相棒のジェラールと共に神出鬼没に現れる。行く先々で「イイ男」を探し求めており、あまりに色気を出しすぎて相棒のジェラールにまで呆れられるほどの男好きで、モアナ村では男がいないことにガッカリしていた。
前々作『シャドウハーツ』に登場した鍼灸師の梅元（ばいげん）とは同名だが、両者の関係性は不明。
ジェラール・マジメル
バイゲンの相棒の行商人で、彼と共にアメリカ大陸を走り回る男の姿をした乙女。年齢は64歳。前作『シャドウハーツII』では双子の片割れであるピエール・マジメルと共同で商売をしていたが、今作で新たな相棒を見つけた。バイゲンの時折の暴走ぶりにショックを受けながらも、ジョニー一行にはたとえダンジョンの中ですらアイテム売買をしてくれる熱血商人。
リングの魂 / あや（亜弥）
一人前になるための修行として集めているらしい「リングの欠片」と引き換えに攻撃回数を増やすリングアイテムをジョニー一行に渡してくれる精霊。前作に登場したリングの魂の娘。14歳。リングの魂としてもまだ駆け出しで、精霊らしい尊厳さなどはない普通の女の子の口調で話す。本人の言によれば、リングの魂とは精霊というよりは公務員のようなもので、学校や学科試験も存在するらしい。ジョニーからは「あやちゃん」と呼ばれており、彼女と仲良くなったことで、一時は彼女を溺愛する父親（前作で登場したリングの魂）に目の仇にされてしまった。
ナヴォチ
近隣の部族の中でも右に並ぶ者がいないほどの知識と技術を備えるガダ族の薬師。年齢は68歳。歳の割には落ち着きがない。未確認生命体（UMA）に強い関心を持っており、何とか捕獲してその未知の力を手に入れようと、ナタンたちに協力を要請した。
アルフォンソ・カポネ
声 - 岡哲也
シカゴの街を暴力と密造酒の力で牛耳る、マフィアのボス。年齢は29歳。モデルは禁酒法下のアメリカ・シカゴで暗躍したマフィア、アル・カポネ。若年ながら、その組織を統率するカリスマ性や敵対者への非情さで、シカゴの裏社会の頂点に立つ男。身内には寛容であり、カタギの人々には絶対に手を出さないことから、街の住人に人気がある。妹思いな面もあり「交際相手は、カタギの男にしろ」など、なるべく裏街道には近づかないようにと願っている。
ロイ・マクマナス
アル・カポネに敵対心を燃やすアイリッシュ・ギャングのボス。年齢は28歳。近年シカゴに進出してきて、町の南側を手中に収めた。アル・カポネとは正反対の高圧的な支配体制には市民からも不満が多い。目的のためなら手段を選ばない性格だが、熱くなりだしたら止まらない激情家の一面も強い。カポネを刑務所に送り暗殺を謀る。エドナにも以前から色目を使っており、彼女を誘拐し、自分の女になるよう要求するが拒否され、逆上して彼女を撃ってしまう。その後エドナの仇討ちに来たリカルドも拘束するが、「マリスエドナ」と化した彼女と遭遇し、決着と共に動揺したところを最期はアル・カポネに射殺される。
エリオット・ネス
声 - 永野広一
後に「アンタッチャブル」と称される若き敏腕エリート捜査官。年齢は26歳。モデルは実在のアメリカ酒類取締局の捜査官、エリオット・ネス。アル・カポネとは、自他ともに認め合う好敵手同士である。現在はキラーを追っており、彼に殺された同僚たちの無念を晴らそうと、日々奔走している。とある「経済情報誌」がお気に入り。
ルーサー・ストレンジ所長
声 - 小林和矢
宇宙人襲来の日に備え、日々研究に没頭する科学者。年齢は32歳。莫大な私財を投じて、ロズウェルに巨大な研究所を建設するなど、その熱の入りようは半端ではない。ヒルダとロジャーを宇宙人と見なし捕獲した。後に忍者の技術に興味を持ち、フランクと打ち解け友人となる。
アン・ラフィート
声 - 和田みちる
カリブ海を縄張りにしているラフィッツ海賊団の幼き船長。年齢は8歳。トレードマークである大きな帽子は祖父からもらったもの。「〜です」が口癖。
チェチェン・イツァへ向かうジョニー一行を捕まえて、拷問（シリーズ恒例の尋問イベントで、本作の元ネタは黒ひげ危機一発）を行った。また『シャドウハーツ フロム・ザ・ニュー・ワールド設定資料集』によると、初期設定ではお供のロボットも存在し、アンもパーティーメンバーとして同行する予定であった。
ハワード・ラヴクラフト教授
ギルバートの後任としてアーカム大学に赴任してきた新任教授。モデルはクトゥルフ神話の創始者であるホラー作家、ハワード・フィリップス・ラヴクラフト。今作におけるピットファイトの主催者。人の記憶の中にある怪物や悪魔を具現化するという能力を持ち、それらを書物に纏めることを仕事としており、その能力を使ってジョニー一行に様々な課題を出す。
ルシマール・オリベイロ編集長
リオデジャネイロの新聞社にて、様々なニュースを取り扱う「リオデジャネイロスポーツ新聞」の編集長。年齢は38歳。自らの足でスクープを追い求めることもあるが、「ロズウェルでUFO墜落」や「シカゴマフィアを裏で牛耳る巨大猫」など、真実であるが誰も信じてくれないような事件にばかり出くわしてしまい、新聞の信用が落ちてしまっている。
ロロマ
声 - 牧口真幸
遙か南海の島にあるモアナ村に暮らす少女。年齢は12歳。村の長老オカナガンの曾孫。明るく活発で、モアナ村からマチュピチュまでたった一人で到達するなど、大胆な行動も平気でしてしまう。のちに福引協会会長であるキースのスカウトを受けて、福引協会の副会長となる。
オカナガン
声 - 北川智繪
モアナ村の長老。年齢は100歳。長年蓄えた知識と、精霊から言葉を貰い受ける占術師の力を持ち、今でも村人たちを守り導き続けている。かつて北の大陸から移り住んできた部族の末裔にあたり、部族が負う使命を後世に伝える責務を課している。
グレートQ / ヨアヒム・ヴァレンティーナ
声 - 西村朋紘
漢寿司初代店長。その正体はヒルダの兄で、前作に登場した「ヨアヒム・ヴァレンティーナ」。前作の戦いの後、自らの技を広めるために「週刊アーツ」という雑誌を出版したが全く売れず、僅か6週間で廃刊となってしまい、借金の返済のために家財道具を売ったところ、弟のキースにバレて逃げ出し、リオデジャネイロの街で弟子を集めて「漢寿司」を開業した。外装こそ普通の寿司屋だが、その実情は前作でも行われた「漢祭り」の会場であり、内部は「寿司十二宮」という異空間となっている。最後はヒルダで一騎討ちとなり見事打ち勝てば「？（ハテナ）の仮面」が手に入る。
銀色コウモリ / キース・ヴァレンティーナ
ヒルダの兄でヨアヒムの弟である吸血鬼で、前々作・前作でも登場した「キース・ヴァレンティーナ」。前作同様、コウモリの姿のみで登場する。漢寿司開店直前に逃げ出そうとしたため、口にワサビを押し込まれていた。漢寿司では海栗宮を担当する予定だったらしい。また、前作に引き続き、福引協会の会長も務めている。
黒色コウモリ
ヒルダの祖父。ヴァレンティーナ一族の者にコウモリの姿の親族が最強武器を授けるというシリーズ恒例のイベントにて登場する。言語は限りなく動物に近いためヒルダにも分からず、パーティ内で理解できるのはマオだけである。かつては人類を滅ぼしかけたこともある史上最強の吸血鬼であったが、千年以上の時を生きているせいで寄る年波には勝てず、一撃で決着が付いてしまう。一族に伝わる「三種のマケン」、魔剣ティルビング・魔建ビルディングに続く「最後のマケンシリーズ」は「魔鍵ディヴァインエンゼルバーション2、そして伝説へ」という名称であったが、ヒルダは勝手に「魔鍵ヒルディング」と名付けている。
ブリトニー
撫裸汁忍者の里のくのいち。本名はブリトニー・小林。人前ではぶりっ子を装っているが、与えられた使命をフランクに押し付けて自分は楽をし、フランクの手柄を自分の手柄として報告していた。しかしその行動は全て頭領に筒抜けであり、罰として腰元の格好で帯をぐるぐるほどく刑に処された。
頭領
撫裸汁忍者の里を束ねる頭領。本名はケイン・渡辺。フランクの上司で、フランクには「マスター」と呼ばれている。腹部には天狗のお面を装着している。当初はその立場に相応しい威厳と風格を漂わせていたが、実際は保身ばかり気にかけており、上忍が増えやがては自分の立場が脅かされることを恐れていたという理由で、上忍の試験を受けに来た弟子たちをことごとく斬り捨てていた。
上忍試験を受けたフランクも亡き者にしようと彼に刺客を送り、最終的には真実を話して一騎討ちを繰り広げるが敗北。負けを認めて観念するもフランクは「マスターがミーの力を試すために」行ったと考えたので、頭領も「敗者は多くを語らぬもの」として「そういうことにして」おいた。フランクたちが去るまではかろうじて威厳を保っていたが、その後アイデンティティーの崩壊に絶叫する。この後、フランクにさらなる昇段試験を与えるイベントが発生するが、クリア後は「そんな見下した目で、拙者を見るな!」と叫んでいる。
武器の「熱刀・串御田丸」はフランクの忍者刀顔負けのおでんで、ナタン曰く「よく考えられた武器」とのこと。戦闘後はこれがフランクに受け継がれる。

## 登場する地名
北アメリカ
- アッパーウェストサイド
- タイムズスクエア
- チェルシー
- グランドキャニオン
- シカゴ
- アルカトラズ刑務所
- ニャラマウント撮影所（ハリウッド）
- ロズウェル
- ラスヴェガス
- ハーレム

南アメリカ
- カリブの海賊砦
- チェチェン・イツァ
- リオデジャネイロ
- マチュピチュ
- モアナ村（マルケサス諸島）
- ビルカバンバ
- ウユニ塩湖
- ギアナ高地
- 撫裸汁忍者の里（イグアスの滝）

## フュージョンモンスター
今作のフュージョンモンスターは前作までと異なり、シャナイアが各地の精霊と契約する形で会得する。そのため、前作のようなグレイヴヤードは存在せず、ティラワ以外はストーリー進行に伴って必ず入手していく。モンスター然とした異形が多かった前作までに比べ、いずれもシャナイアの元の姿を留めた露出度の高い女性的な姿となっている。ティラワ以外は闇属性の技を持つ。
サンダーバード
大空の精霊と契約するフュージョンモンスターで、シャナイアが最初から所持している。雷光の翼を広げた鳥人の姿を取る。敏捷性を高める固有技や風属性の技を持つ。
タタンカ
グランドキャニオンに宿る大地の精霊と契約するフュージョンモンスター。獣のような勇猛な姿であり、手足には鉱質の岩を装甲として纏う。物理・特殊攻撃力を高める固有技や、地属性と火属性の攻撃技を持つ。
ラシレーン
カリブ海に宿る海の精霊と契約するフュージョンモンスター。見た目はほとんど人間そのものであり、青い波濤の衣に身を包む赤髪の美女の姿を取る。物理・特殊防御力を高める固有技や回復技、水属性と光属性の攻撃技を持つ。
ティラワ
ガルヴォイの谷に宿る太陽の精霊と契約するフュージョンモンスター。全てを焼き尽くす灼熱の炎であると同時に、人の悪意をも浄化するという。ラシレーンと同様に人間的な姿で、太陽を模った装飾と二本の剣を携える。全員の能力値を上げる固有技と無属性の攻撃・回復技を持つ。

## マリスとウィル
シリーズを通して関わってきた、人の悪意が凝縮した赤い光「マリス」。それと対を成す青い光「ウィル」が存在することが本作で明かされる。ウィルは悪意を打ち消す力があるものの、悪意に染まった人間が世に害を成すのと同様に、必要以上に悪意を抑制された人間もいつかその道を辿るため、ウィルもまた無闇に解き放ってはならないものとされる。
シリーズで度々行われては失敗し続けてきた死者蘇生を行う「エミグレの儀式」にもマリスとウィルは必要であり、マリスは死者の肉体、ウィルは死者の精神や記憶を形成する。しかしこれまでエミグレの儀式に手を染めた者は、忌むべき存在であるマリスが肉体の形成に不可欠だとは考えず、「死者に蘇って欲しい」と願う気持ちからウィルの力にばかり頼っていたため、死者は肉体を伴わず怪物となって蘇るという失敗例を繰り返していた。作中のジョニーとグレースの例では、儀式が行われたガーランド邸にグラハムとマーロウの実験によって大量のマリスが発生しており、加えて先の大戦で世界中のマリス濃度が上昇していたことから肉体の形成に奇跡的に成功。元の記憶と意識も宿ったグレースが先に覚醒する。しかしそれでグラハムが詠唱を止めたことで魂が定着しきっていなかったジョニーが変異しかけ、グレースは精神と記憶の形成に必要なウィルを全て弟に捧げた。結果、ジョニーは魂と肉体の再生を果たしたものの、グレースはウィルと共に自我を失い、純粋なマリス生命体となって蘇ってしまった。

## エンディング
バッドエンド
マリスに蝕まれたシャナイアは摩天楼の上に立ち、怪しく笑う。その瞳は真紅に光っていた。
グッドエンド
依頼に文句を垂れるジョニーを嗜めながら、シャナイアが階段を降りてくる。太陽の精霊ティラワと完全に同調したことにより、シャナイアの中のマリスは浄化されていた。彼女は今ではガーランド探偵事務所の所員としてジョニーと一緒に働いていたのだった。

## スタッフ
- ストーリーコンセプト：町田松三
- ディレクター：大澤隆将
- シナリオ：鈴木俊之
- キャラクターデザイン：加藤美也子
- プロダクションマネージャー・プログラムディレクター：濱本泉
- サウンドディレクター：井元啓富
- 楽曲：弘田佳孝、井元ともこ、福田亮
- コーラス：IKUKO
- コーラス＆アレンジ：志方あきこ
- エグゼクティブプロデューサー：岡田和生

## 主題歌
「SPREAD MY WINGS」
作曲：弘田佳孝、作詞＆歌：竹原智明

## 評価
発売週に5万2千本近くの売り上げを記録し、売上チャートで3位にランクインした。年末までに8万2千本以上の売り上げている。これは売り上げが低迷していたアルゼのゲーム事業部門がこの年の利益を上げる結果となった。本作の北米版を発売したXseed Gamesは、『ワイルドアームズ ザ フォースデトネイター』と並んで同社の維持に貢献したとしている。
ファミ通はストーリーとキャラクターを高く評価し、クロスレビューでは35点のプラチナ殿堂入りとした。一方、Eurogamerはユーモアは認めつつも前作に比べてストーリーやキャラクターの描写は明らかに劣っていると評した。
戦闘システムは概ね好評を得たが、繰り返しの多いダンジョンのデザインについては否定的な意見が多かった。キャラクターデザインや音楽は全体的に好評だった。

## WEB番組
2005年6月10日から8月31日まで、「WEBスペシャルキャンペーン」として、公式サイトよりプレゼントクイズ付きのWEB番組をオンエア。番組は3部構成となっており、第1部は2005年6月10日、第2部は2005年6月20日、第3部は2005年7月1日に配信された。
また、アルゼとCafestaのコラボレートとして、メインキャラクターであるジョニーとシャナイアをアバター化、CafestaのMyHP内に特設コンテンツとしてWEB番組の出演者である城田優、ほしのあきによるブログやスライドショーなども期間限定で公開された。
出演
- ジョニー・ガーランド - 城田優
- シャナイア - ほしのあき

## 関連商品
- シャドウハーツ フロム・ザ・ニュー・ワールド 公式設定資料集 ISBN 978-4797333817
- シャドウハーツ フロム・ザ・ニュー・ワールド 公式ガイドブック ISBN 978-4757725034
- シャドウハーツ フロム・ザ・ニュー・ワールド ザ・マスターガイド ISBN 978-4840232005
- SHADOW HEARTS FROM THE NEW WORLD Original Soundtracks （オリジナルサウンドトラック）
- near death experience, SHADOW HEARTS Arrangetracks （アレンジサウンドトラック）